# Индийские моджахеды
Индийские моджахеды (урду انڈین مجاہدین‎‎) — исламская террористическая группа в Индии, которая взяла на себя ответственность за несколько нападений на гражданские объекты в Индии.
Полагавшие быть «теневой смесью СИДИ и Лашкаре-Тайба», индийские моджахеды были объявлены террористической организацией. Однако никакое решение не было принято по запрету организации вплоть до 28 сентября 2008 года.
Исследователи полагают, что индийский моджахеды — одна из многих групп, составленных из нижнего пласта участников СИДИ. Согласно индийскому Разведывательному бюро, СИДИ сменила названия в целях конспирации, потому что главные лидеры СИДИ были задержаны. Изменение названия, как полагают, может означать то, что произошли изменение в тактике и пропаганде, поскольку СИДИ и присоединенные к ним бойцы пытаются получить больше поддержки от мусульманского сообщества Индии, им нужно представлять себя как единый костяк без иностранного влияния, в отличие от СИДИ.
Через два дня после джайпурских взрывов, 13 мая 2008 года, эта исламская экстремистская группировка послала электронные сообщения в индийские СМИ, в которой она взяла на себя ответственность за нападения и сказала, что они «уничтожат веру (индуизм) неверующих Индии».
Совершили ряд террористических актов, включая теракт на стадионе в Бангалоре (2010), теракт в Хайдарабаде (2013) и серию терактов в Дели 13 сентября 2008 года. Разрабатывается версия участия группировки ИМ в организации взрывов 7 июля 2013 года в знаменитом буддийском храмовом комплексе Махабодхи (Индия). См. Теракт в Бодх-Гае (2013).